# Riesgos físicos
Un riesgo físico es un ente, factor o circunstancia que puede causar daño con o sin contacto. Pueden clasificarse como tipo de riesgo laboral o riesgo ambiental. Los riesgos físicos incluyen radiación, temperaturas extremas (calor y frío), riesgos de vibración (interna o externa) y riesgos sonoros. Los controles de ingeniería a menudo se usan para mitigar los peligros físicos.
Los riesgos físicos son una fuente común de lesiones en la mayoría de las industrias. Estos riesgos son inevitables en ciertas industrias, como la construcción y la minería, con el tiempo las personas han desarrollado métodos y procedimientos de seguridad para gestionar los riesgos físico en el lugar de trabajo.
Un taller de ingeniería especializado en la fabricación y soldadura de componentes debe cumplir con el equipo de protección individual (EPI). Es obligación de los empleadores proporcionar "todo el equipo (incluida la ropa que ofrezca protección contra el clima) que se pretende que sea usado o sostenido por una persona en el trabajo que lo protege contra uno o más riesgos para su salud y seguridad ". En un taller de fabricación y soldadura, se requeriría que un empleador proporcione protección para la cara, los ojos, calzado de seguridad, monos y otros equipos de protección individual necesarios.

## Caídas
Las caídas son una causa común de lesiones lo mismo pasa con la muertes ocupacionales, especialmente en la construcción, extracción, transporte, atención médica y limpieza y mantenimiento de edificios. Circunstancias como orificios en el piso y apertura de paredes, mal uso de la protección contra caídas, superficies de andar resbaladizas, desordenadas o inestables, bordes no protegidos y escaleras mal situadas asociadas con lesiones por caídas profesional.

## Máquinas
Las máquinas son comunes en muchas industrias, incluidas la manufactura, la minería, la construcción y la agricultura,  y pueden ser peligrosas para los trabajadores. Muchas máquinas involucran partes móviles, bordes afilados, superficies calientes y otros peligros con el potencial de aplastar, quemar, cortar, cortar, apuñalar o golpear o herir a los trabajadores si se usan de forma poco segura.  Existen varias medidas de seguridad para minimizar estos peligros, incluidos los procedimientos de bloqueo y etiquetado para el mantenimiento. De la máquina y los sistemas de protección contra vuelcos para vehículos. 
Las máquinas también suelen estar involucradas indirectamente en las muertes y lesiones de los trabajadores, como en los casos en que un trabajador resbala y cae, posiblemente sobre un objeto afilado o puntiagudo. Las herramientas eléctricas, utilizadas en muchas industrias, presentan una serie de peligros debido a las partes móviles afiladas, las vibraciones o el ruido. El sector del transporte también conlleva muchos riesgos para la salud de los conductores comerciales, por ejemplo, por la vibración, los largos períodos de estar sentado, el estrés laboral y el agotamiento.

## Espacios confinados
Los espacios confinados también presentan un riesgo de trabajo. El Instituto Nacional de Seguridad y Salud Ocupacional (NIOSH, por sus siglas en inglés) define el "espacio confinado" como aquel que tiene aberturas limitadas para la entrada y salida y ventilación natural desfavorable, y que no está destinado a la ocupación continua de los empleados. Los espacios de este tipo pueden incluir tanques de almacenamiento, compartimientos de buques, alcantarillas y tuberías. Los espacios confinados pueden representar un peligro no solo para los trabajadores, sino también para las personas que intentan rescatarlos. 
Los peligros como el atrapamiento y el ahogamiento por asfixia y la exposición a sustancias químicas tóxicas causan las muertes y lesiones que ocurren en estos espacios confinados. Los peligros físicos y atmosféricos debidos a espacios confinados se pueden evitar abordando y reconociendo estos peligros antes de ingresar a los espacios confinados para realizar el trabajo.

## Ruido
El ruido también presenta un riesgo bastante común en el lugar de trabajo: la pérdida de audición ocupacional es la lesión más común relacionada con el trabajo en muchos países del mundo. El ruido no es la única fuente de pérdida auditiva ocupacional; La exposición a sustancias químicas como los disolventes aromáticos y los metales, como el plomo, el arsénico y el mercurio, también pueden causar pérdida de audición. Naturalmente, el ruido es más preocupante para ciertas ocupaciones que otras; los músicos, los mineros y los trabajadores de la construcción están expuestos a niveles más altos y más constantes de ruido y, por lo tanto, corren un mayor riesgo de desarrollar pérdida auditiva. Dado que la pérdida auditiva inducida por el ruido, aunque se puede prevenir por completo, es permanente e irreversible, es vital que las empresas y sus empleados conozcan los límites y los métodos de prevención disponibles.

## Temperatura
Las temperaturas extremas pueden causar un peligro para los trabajadores.

### Estrés frío
La sobreexposición a condiciones de congelación o frío extremo puede suponer un riesgo para muchos trabajadores. Los empleados que trabajan al aire libre en los meses de invierno, como pescadores, cazadores, buzos, linieros hidroeléctricos y de telecomunicaciones, trabajadores de la construcción, trabajadores del transporte, personal militar, trabajadores de respuesta a emergencias y los que trabajan en el almacén refrigerado son especialmente vulnerables al frío. Los efectos de las condiciones de trabajo en frío extremo incluyen:
- Lesiones no congelantes - sabañones, pie zanja
- Lesiones por congelación - congelación y congelación
- Hipotermia
- Menor eficiencia de trabajo
- Tasas de accidentes más altas
- Desempeño deteriorado de tareas mentales complejas.
- Fuerza muscular reducida y articulaciones rígidas.
- Reducción del estado de alerta mental.
- Tareas manuales deterioradas debido a la sensibilidad y destreza de los dedos.

El uso de equipos de protección individual, como ropa aislante, guantes, botas y máscaras, calentadores radiantes como parte de los controles de ingeniería y las prácticas de trabajo seguras se utilizan para minimizar el riesgo de lesiones por frío.
Son todos aquellos que pongan en peligro al trabajador, pero no hay que confundir con los accidentes.

### Estrés calórico
Los trabajadores que trabajan en lavanderías, panaderías, cocinas de restaurantes, fundiciones de acero, fábricas de vidrio, cocinas de ladrillos y cerámicas, servicios de electricidad, fundiciones y trabajadores al aire libre como trabajadores de la construcción, bomberos, granjeros y mineros son más vulnerables a la exposición. al calor extremo. Los efectos del estrés por calor incluyen:
- Mayor irritabilidad.
- Deshidratación
- Golpe de calor
- Agotamiento crónico por calor.
- Calambres, erupciones y quemaduras
- Palmas sudorosas y mareos
- Mayor riesgo de otros accidentes.
- Pérdida de concentración y capacidad para realizar tareas mentales y trabajo manual pesado
- Alteraciones del sueño, enfermedad y susceptibilidad a lesiones menores

Los controles de ingeniería, como el aire acondicionado y la ventilación, la capacitación para desarrollar un nivel de tolerancia al trabajo en condiciones de calor extremo y el uso de ropa protectora refrigerada pueden ayudar a reducir las enfermedades relacionadas con el calor.

## Electricidad
La electricidad representa un peligro para muchos trabajadores. Las lesiones eléctricas se pueden dividir en cuatro tipos: electrocución fatal, descarga eléctrica, quemaduras y caídas causadas por el contacto con la energía eléctrica. La electrocución es uno de los principales peligros en los sitios de construcción. Puede ser fatal y provocar lesiones graves y permanentes de quemaduras en la piel, los tejidos internos y daños al corazón según la duración y la gravedad de la descarga. Cuando la corriente eléctrica fluye a través de los tejidos o los huesos, produce calor que causa quemaduras eléctricas. Las quemaduras eléctricas causan daños en los tejidos y requieren atención médica inmediata. Las descargas eléctricas pueden causar lesiones como espasmos musculares, palpitaciones, náuseas, vómitos, colapso e inconsciencia. Las conexiones eléctricas defectuosas y los equipos eléctricos dañados pueden provocar una descarga eléctrica a los trabajadores y otras personas en el lugar de trabajo o cerca de él.
Las lesiones eléctricas se pueden prevenir a través de prácticas de trabajo seguras, como mantener las herramientas eléctricas debidamente mantenidas, desenergizar los aparatos eléctricos antes de la inspección o reparación, y tener cuidado al trabajar cerca de líneas energizadas.
Las quemaduras eléctricas causan daños en los tejidos y requieren atención médica inmediata. Las descargas eléctricas pueden causar lesiones como espasmos musculares, palpitaciones, náuseas, vómitos, colapso e inconsciencia. Las conexiones eléctricas defectuosas y los equipos eléctricos dañados pueden provocar una descarga eléctrica a los trabajadores y otras personas en el lugar de trabajo o cerca de él. 
Las principales ocupaciones de la industria de la construcción representan el mayor riesgo: electricistas, techadores, pintores, carpinteros y trabajadores de la construcción representan más del 32% de todas las muertes eléctricas en EE. UU.. La conexión a tierra inadecuada, las condiciones de humedad, las herramientas y equipos dañados, el cableado inadecuado, las partes eléctricas expuestas, las líneas eléctricas aéreas y los circuitos sobrecargados son los peligros eléctricos comunes que se encuentran en las obras de construcción.
Las lesiones eléctricas se pueden prevenir a través de prácticas de trabajo seguras, como mantener las herramientas eléctricas debidamente mantenidas, desenergizar los aparatos eléctricos antes de la inspección o reparación, y tener cuidado al trabajar cerca de líneas energizadas. El equipo de protección individual, como cascos, capuchas, mangas, guantes de goma o aislantes y ropa aislante puede ser útil para reducir cualquier accidente eléctrico.

## Luz solar
La luz solar es el riesgo físico más comúnmente conocido que afecta a las personas que trabajan afuera. Los trabajadores al aire libre obtienen la mayor exposición a la luz solar durante las horas de alta intensidad entre las 10:00 a.m. a las 4:00 p.m. y durante el verano. El riesgo de quemarse con el sol es mayor a lo largo de estos tiempos. Algunos medicamentos de uso común, como los antiinflamatorios no esteroideos (AINE), los antihistamínicos, la tetraciclina, las tiazidas, los antibióticos a base de sulfa y los diuréticos aumentan la sensibilidad a la luz solar y provocan erupciones cutáneas y quemaduras solares.  Además, la luz solar es una fuente de rayos ultravioleta (UV) que son la forma de radiación no ionizante. Los rayos UV directamente de la luz solar y la exposición indirecta al sol, como la luz reflejada por la nieve y la arena con sombra, pueden penetrar la piel descubierta del trabajador.  Durante mucho tiempo, la exposición continua a la radiación ultravioleta provoca la supresión del sistema inmunológico, el daño a los ojos, el envejecimiento de la piel y el cáncer de piel. Algunas fuentes no solares de radiación UV, por ejemplo, lámparas de proyección, el curado de pinturas y tintas, el equipo desinfectante utilizado en hospitales, tubos fluorescentes, lámparas solares y arcos de soldadura, también pueden causar efectos adversos para la salud en otros trabajadores. 
El equipo de protección individual, la ingeniería y los controles administrativos, como la provisión de cobertura de sombra, y los turnos de trabajo rotatorios pueden minimizar el riesgo de exposición al sol para los trabajadores al aire libre. En el caso de fuentes no solares de radiación UV, los controles de ingeniería adecuados y los controles administrativos, como las señales de advertencia y la capacitación de los empleados, pueden ser útiles.

## Vibraciones
Las vibraciones han sido reconocidas por mucho tiempo como un serio riesgo laboral. La exposición repetida continua a altos niveles de vibración resulta en lesiones o enfermedades. La exposición a la vibración se clasifica en dos tipos generales: mano-brazo y vibración de todo el cuerpo. La vibración mano-brazo causa lesiones directas en los dedos y la mano y afecta la sensación, la destreza y el agarre de la mano. Es un factor causal conocido para otras muertes relacionadas con la ergonomía. Lesiones por vibración de mano-brazo asociada con el uso de aparatos o equipos con vibración, tales como amoladoras, taladros de impacto, martillos picadores, trituradores de pavimento, herramientas dentales, lijadoras, llaves neumáticas y sierras de todo tipo. El uso repetido a largo plazo de la maquinaria vibradora da lugar a trastornos vasculares, neurosensoriales y musculoesqueléticos independientes del efecto a largo plazo de la mano y el brazo, lo que se conoce como síndrome de vibración del brazo y la mano (HAVS). La vibración de todo el cuerpo es una de las causas más comunes de pérdida de tiempo y producción, y causa dolor lumbar y lesiones, y se debe a niveles de vibración más altos de lo esperado. Lesiones por vibración de todo el cuerpo asociadas con vehículos todo terreno en industrias como la agricultura, la silvicultura, la minería, la explotación de canteras y con embarcaciones pequeñas y rápidas utilizadas en alta mar.
Una combinación de medidas de control, como el rediseño de los aparatos para reducir la exposición a la vibración, utilizando máquinas diseñadas para disminuir la vibración transmitida al operador, implementando límites de velocidad, programando descansos de trabajo regulares, cambios de postura o rotación del trabajo para reducir el tiempo de exposición, proporcionando capacitación , la información y la supervisión sobre el ajuste y el funcionamiento del equipo pueden utilizarse para reducir la exposición a la vibración con éxito.

## Otros peligros
La iluminación y el aire a presión (alta o baja) también pueden causar enfermedades y lesiones relacionadas con el trabajo. La asfixia es otro riesgo potencial de trabajo en ciertas situaciones. Las lesiones musculoesqueléticas se evitan mediante el empleo de un buen diseño ergonómico y la reducción de los movimientos vigorosos repetidos. La radiación ionizante (alfa, beta, gamma, X, neutrón) y la radiación no ionizante (microondas, IR intenso, RF, UV, láser en longitudes de onda visibles y no visibles) también puede ser un peligro crítico.